# Remouillé
Remouillé település Franciaországban, Loire-Atlantique megyében. Lakosainak száma 1932 fő (2022. január 1.). Remouillé Aigrefeuille-sur-Maine, La Planche, Saint-Hilaire-de-Clisson, Saint-Lumine-de-Clisson, Vieillevigne és Montaigu-Vendée községekkel határos.

## Népesség
A település népessége az elmúlt években az alábbi módon változott:
| Lakosok száma | 854  | 1136 | 1231 | 1613 | 1787 | 1862 | 1903 | 1958 | 1949 | 1932 |
|               | 1968 | 1982 | 1990 | 2006 | 2013 | 2015 | 2017 | 2019 | 2020 | 2022 |